# The True Adventures of Wolfboy
The True Adventures of Wolfboy é um filme de 2019 dirigido por Martin Krejčí. Conta a história de um adolescente com hipertricose que sai de casa para encontrar sua mãe. Teve sua estreia no Festival Internacional de Cinema de Karlovy Vary em 2 de julho de 2019. Em setembro de 2020, a Vertical Entertainment adquiriu os direitos de distribuição do filme nos Estados Unidos. Eles lançaram em 30 de outubro de 2020. No Brasil, foi lançado em 2021 no HBO Max.

## Elenco
- Jaeden Martell - Paul Harker
- Sophie Giannamore - Aristiana
- Chris Messina - Denny Harker
- Eve Hewson - Rose
- Chloë Sevigny - Jen

## Recepção
No consenso do agregador de críticas Rotten Tomatoes diz que o filme "pode ser frustrantemente desigual, mas uma história digna e compaixão por seus personagens ajudam a tornar as falhas dessa história de amadurecimento fáceis de perdoar." Na pontuação onde a equipe do site categoriza as opiniões da grande mídia e da mídia independente apenas como positivas ou negativas, o filme tem um índice de aprovação de 78% calculado com base em 51 comentários dos críticos. Por comparação, com as mesmas opiniões sendo calculadas usando uma média aritmética ponderada, a nota alcançada é 6,6/10.
No Chicago Sun Times, Richard Roeper avaliou com 2/4 da nota dizendo que "este é um filme de boa aparência com alguns toques estilísticos agradáveis (...) Mas nunca aborda alguns problemas comportamentais reais". Em sua crítica no The Guardian, Leslie Felperin avaliou com 3/5 da nota dizendo que "esta fábula de realismo mágico é uma mistura interessante".